# Álvaro de Sande

Blason d'Alvaro de Sande, marquis de Piovera.

Don Álvaro de Sande (né en 1489 à Cáceres – 20 octobre 1573) était un noble et un militaire espagnol.

## Biographie
Don Alvaro de Sande participe à de nombreuses campagnes de l'armée espagnole, comme la bataille de Tunis en 1535, la prise de Düren et Roermond en 1543 et la bataille de Muehlberg en 1549, où il se distingue. Après ces campagnes, Sande combat contre la France dans les guerres d'Italie entre 1551 et 1559.
Malgré son âge, il participe en 1560 à la bataille de Djerba contre les Turcs, qui se solde par un désastre pour la flotte chrétienne. Sande prend le commandement des survivants réfugiés dans le fort bâti sur l'île et soutient trois mois de siège face à Piyale Pacha et Dragut. Après la reddition de la garnison, 5 000 prisonniers, dont Sande lui-même, sont emmenés à Constantinople. Il est finalement libéré contre rançon après cinq ans de détention. 
Il combat encore contre les Turcs lors du Grand Siège de Malte en 1565.
Il est gouverneur par intérim du duché de Milan du 21 août 1571 jusqu'au 7 avril 1572.

## Sources
- (es) El Periodico Extremadura)
- GeneAll.net